# Union démocrate indépendante
Ne doit pas être confondu avec Union des démocrates et indépendants.
Pour les articles homonymes, voir UDI.

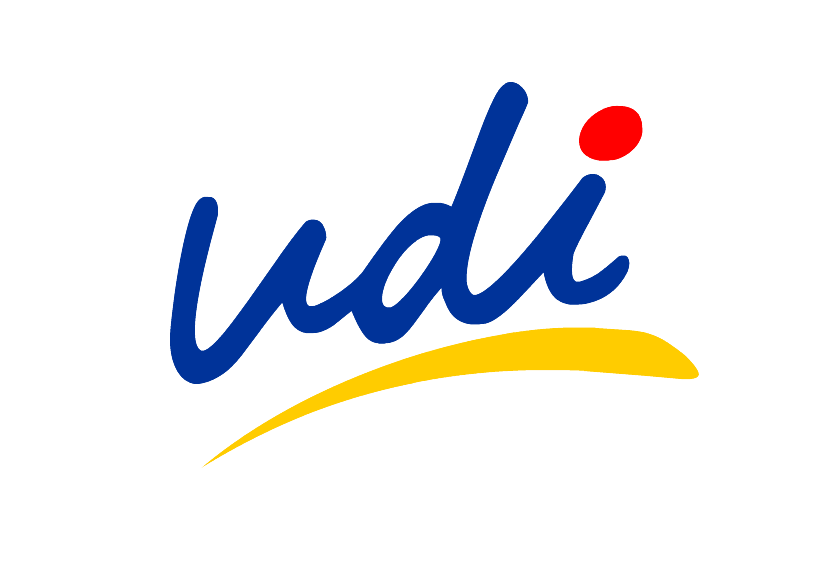
Drapeau de l'Union démocrate indépendante.

L’Union démocrate indépendante (espagnol : Unión Demócrata Independiente, UDI) est un parti politique chilien conservateur, membre de l'Union démocrate internationale, fondé par les catholiques conservateurs du mouvement grémialista qui avait fourni une grande partie des cadres de l'administration de la dictature militaire dirigée par le général Augusto Pinochet.
Issu du mouvement Nueva Democracia constitué en 1983 par l'idéologue grémialiste, Jaime Guzmán, il prit son nom actuel en 1987 pour défendre, lors du référendum de 1988, la prorogation au pouvoir du général Pinochet.

## Force actuelle
L'Union démocrate indépendante (UDI) est le plus important parti politique de la Chambre des députés depuis 2001 et a siégé dans l'opposition depuis le retour de la démocratie en 1990 jusqu'à l'élection législative et présidentielle de 2009-2010.
Présidée depuis juillet 2008 par le sénateur Juan Antonio Coloma, qui a succédé à Hernán Larraín, l'ancien  président du Sénat de 2004 à 2005, l'UDI est membre au niveau national de l'Alliance pour le Chili au côté du parti Rénovation nationale (centre-droit), qui a remporté l'élection présidentielle de janvier 2010, avec son candidat Sebastián Piñera.
En 2008, son groupe parlementaire comprenait 33 députés (sur 150) à la chambre basse et 9 sénateurs (sur 38) à la chambre haute du Parlement.
Lors des élections législatives de décembre 2009, l'UDI a obtenu 23,04 % des voix soit 37 députés sur un total de 120, et trois sièges de sénateurs sur un total de 18 offerts (8 sénateurs sur 38).
Par ailleurs, depuis les élections municipales d'octobre 2008, l'UDI dirige 75 des 340 communes du pays, dont les plus grandes villes comme Santiago et Valparaíso.

## Historique

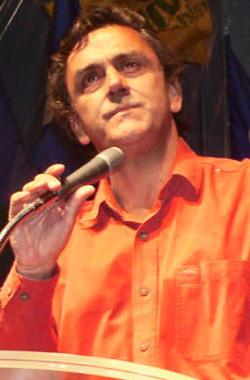
Pablo Longueira, sénateur et président de l'UDI de 1998 à 2004.

Les origines de l'UDI remontent à la fin des années 1960 quand Jaime Guzmán, président du centre étudiant de l'école de droit de l'université pontificale catholique du Chili, fondait le Movimiento Gremial, une organisation corporatiste et conservatrice opposé aux réformes universitaires en cours et grèves menées au sein de l'université par des étudiants membres de la démocratie-chrétienne. Après avoir remporté les élections estudiantines de l'université catholique, Guzmán devint le président de la fédération des étudiants qu'il transforma en mouvement d'opposition à la politique menée par le nouveau président chilien, Salvador Allende.
Après avoir soutenu le coup d'État du 11 septembre 1973, il devint conseiller auprès du chef de la junte militaire, le général Augusto Pinochet et le rédacteur principal du discours de Chacarillas prévoyant un échéancier pour la transition vers la démocratie.
En 1980, Guzmán, par ailleurs professeur de droit constitutionnel, fut l'un des rédacteurs de la nouvelle constitution chilienne, plus particulièrement des sections consacrées au système électoral que ce soit le scrutin uninominal à deux tours ou le système binominal d'élection des députés et sénateurs obligeant la formation de coalition pour parvenir aux partis d'obtenir des élus. 

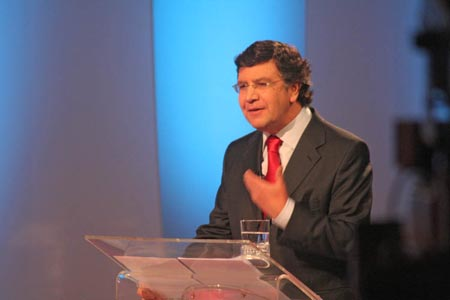
Joaquín Lavín, maire de Santiago de 2000 à 2004, qui tenta de se présenter en tant que candidat à la présidentielle de 2005 pour la coalition de droite Alliance pour le Chili, lors d'un débat télévisé.

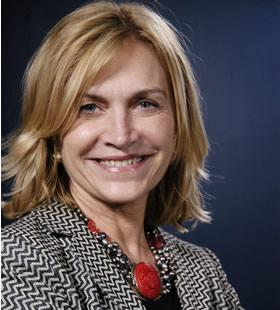
Evelyn Matthei, candidate de l'UDI pour l'élection présidentielle de 2013.

Quand les partis politiques sont de nouveau légalisés en 1987, Jaime Guzmán réorganisa son mouvement politique, Nueva Democracia (créé le 24 septembre 1983) et le transforma en un nouveau parti appelé Union démocrate indépendante. Celui-ci fusionna avec le mouvement d'union nationale et le front national du travail pour former, avec des anciens représentants du Parti national et du Parti démocrate-chrétien du Chili, une coalition appelée Rénovation nationale. L'Union démocrate indépendante s'en retira cependant assez rapidement dès la fin de l'année 1987, à la suite de dissensions internes au sein de la coalition, afin de soutenir la prorogation de 8 ans du mandat présidentiel du général Pinochet, acquis lors de la mise en place de la constitution chilienne. Après la défaite des partisans du général Pinochet (44 %), qui fut suivie pendant plus d'une année par une période de transition démocratique, l'UDI se joignit à Rénovation national pour former une alliance politique intitulée Democracia y Progreso et soutenir Hernán Büchi, l'ancien ministre des finances du général Pinochet, candidat à l'élection présidentielle de 1989 et contrer les candidats de la Concertation des partis pour la démocratie. À la suite de la victoire de cette dernière, l'UDI devint le principal parti de l'opposition parlementaire et Jaime Guzmán, le chef de l'opposition.
Après l'assassinat en 1991 de Jaime Guzmán, par des militants du groupe armé d'extrême-gauche, le Frente Patriótico Manuel Rodríguez, l'alliance entre l'UDI et RN, connue alors sous le nom Participation et Progrès, présenta Arturo Alessandri Besa, petit-fils du président Arturo Alessandri Palma (1920-1925 et 1932-1938) comme candidat à l'élection présidentielle. Alessandri remporta 24,65 % des voix et l'élection fut remportée dès le premier tour par le démocrate-chrétien Eduardo Frei Ruiz-Tagle, lui-même fils de l'ancien président Eduardo Frei Montalva (1964–1970).

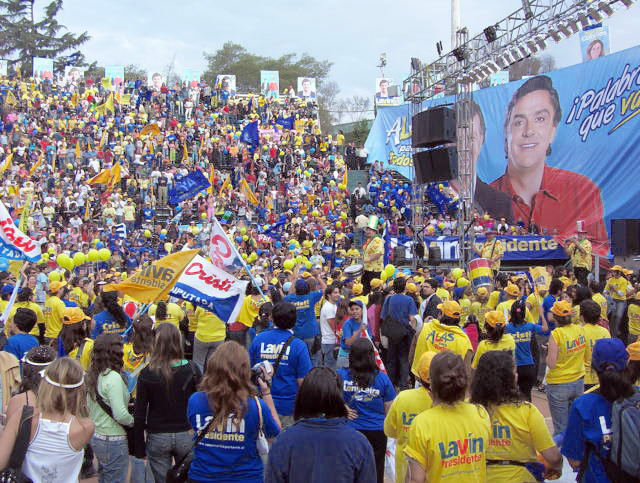
Rassemblement des partisans de l'UDI lors de la campagne présidentielle de décembre 2005.

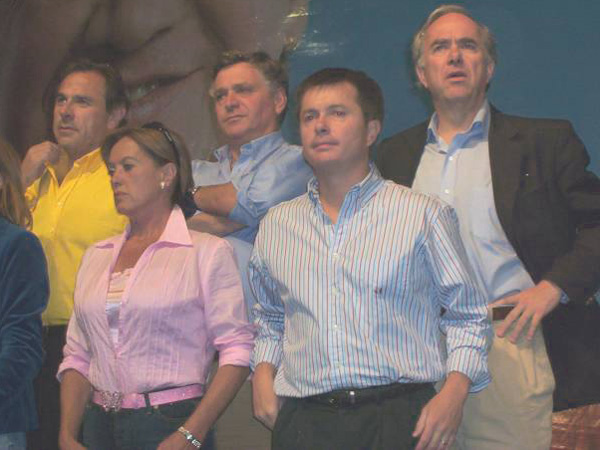
Candidats de l'UDI aux élections parlementaires de 2005.

En 1999, le candidat de l'UDI à l'élection présidentielle fut Joaquín Lavín, maire de Las Condes, membre de l'Opus Dei, ancien responsable de la section économique du journal El Mercurio et doyen de l’Université de Concepción. Pour la 1re fois, avec 47,5 % des votes au premier tour, un candidat d'opposition parvient à mettre en ballottage le candidat de la Concertation, le socialiste Ricardo Lagos. Avec 48,7 % au deuxième tour, Lavín est néanmoins battu avec une marge réduite à 187 000 voix de différence (2,6 %) et passe ainsi à un cheveu de devenir président du Chili. L'année suivante, devenu l'homme fort de l'opposition, il est élu maire de Santiago.
Lors des élections législatives de 2001, l'UDI devint le premier parti politique du Chili, à la place du parti démocrate-chrétien, mais resta néanmoins dans l'opposition et ne parvint pas à améliorer son score lors des élections municipales de 2004.
Lors de l'élection présidentielle de 2005, Joaquín Lavín est encore le candidat de l'UDI. Avec 23,25 % des voix au premier tour, il est devancé par le candidat de la RN Sebastián Piñera (25,41 % des voix). Lavin se désista en sa faveur pour le second tour opposant Piñera à la socialiste Michelle Bachelet (qui avait obtenu 45,95 % des suffrages au premier tour). Cette dernière l’a emporté avec 53,49 % des voix au second tour.
À la suite des élections législatives du 11 décembre 2005, l'UDI est alors représentée par 9 sénateurs et 33 députés. Principal parti politique d'opposition, l'UDI est le premier parti politique du Chili en termes d'élus, mais l'Alliance pour le Chili, qu'elle forme avec RN est alors minoritaire face à la Concertation des partis pour la démocratie. En 2008, au bout de tractations avec les élus indépendants, l'Alliance parvint à faire élire le démocrate-chrétien indépendant Adolfo Zaldívar à la présidence du Sénat face au candidat soutenu par la Concertation.
Lors des élections des maires et des conseillers municipaux en octobre 2008, marquées par la relative victoire de l'Alliance pour le Chili (40,49 %), l'UDI conforte sa domination au sein de l'Alliance en remportant les mairies de 75 communes (sur les 340 que compte le pays) dont celles des principales villes (Santiago, Valparaíso, Providencia, Viña del Mar, Concepción, Estación Central...).
Jacqueline van Rysselberghe (maire UDI de Concepción) fut un temps pressentie pour défier Sebastian Pinera pour représenter l'Alliance à l'élection présidentielle de décembre 2009. C'est ce dernier qui est finalement candidat et élu président de la République chilienne le 17 janvier 2010.
Depuis le 11 mars 2010, l'UDI participe au gouvernement chilien dans lequel Joaquín Lavín occupe successivement les postes de ministre de l'Éducation puis de la Planification et de la Coopération.
En vue de l'élection présidentielle de 2013, c'est l'ultra-conservateur Pablo Longueira, proche de l’ex-dictateur défunt Augusto Pinochet, ancien sénateur et ministre, qui remporte les primaires de l'« Alliance » (coalition comprenant l'Union démocrate indépendante, Rénovation nationale et ChilePrimero) avec 51 % des suffrages. Mais celui-ci, atteint par une dépression nerveuse annonce son retrait de la course le 17 juillet. Il est remplacé trois jours plus tard par la ministre du Travail du gouvernement en place, Evelyn Matthei, décrite comme plus modérée que le précédent candidat. C'est la première fois qu'une femme est désignée candidate d'un parti conservateur pour la présidentielle dans l'histoire du pays. Elle obtient 25,01 % à l'issue du premier tour et se qualifie pour le second, où elle affronte le 15 décembre la candidate PS et ancienne présidente Michelle Bachelet (qui a obtenu 46,67 %). Au second tour, Michelle Bachelet est élue par 62,71 % des voix, contre 37,28 à Evelyn Matthei. En dépit de cet échec à la présidentielle, l'UDI reste le parti politique le mieux représenté au Parlement, en partie grâce à des pratiques clientélistes bien rodées dans certains quartiers pauvres.
L'UDI est mise en cause à partir de 2014 dans l'affaires Penta concernant le financement occulte de partis politiques par de grandes entreprises.

## Doctrine
L'UDI est un parti conservateur, le plus marqué à droite du parlement. La doctrine de l'UDI n'a été rédigée qu'en 1991 et revendique sa loyauté aux forces armées et à l'héritage du régime militaire d'Augusto Pinochet dans son ensemble (1973-1990), en particulier au système économiquement libéral mis en place par les Chicago Boys, au scrutin électoral binominal ainsi qu'au système de retraite par capitalisation. Ses valeurs sociétales sont plus conservatrices que son rival Rénovation nationale. Ainsi, sur ce point, l'UDI s'oppose au droit à l'avortement, à la contraception ainsi qu'au mariage homosexuel. C'est un parti relativement homogène, catholique et jeune dont le discours populiste et conservateur tente de pénétrer les couches les plus populaires du pays.

## Présidents de l'UDI
- 1983-1987; 1988-1990 : Jaime Guzmán
- 1990-1992 : Julio Dittborn
- 1992-1998 : Jovino Novoa
- 1998-2004 : Pablo Longueira
- 2004-2006 : Jovino Novoa
- 2006-2008 : Hernán Larraín
- 2008-2012 : Juan Antonio Coloma Correa
- 2012-2014 : Patricio Melero
- 2014-2015 : Ernesto Silva Méndez
- 2015 : Javier Macaya (intérim)
- 2015-2017 : Hernán Larraín
- 2017-2020 : Jacqueline van Rysselberghe
- depuis 2020 : Javier Macaya

## Résultats électoraux

### Chambre des députés
| Année | Voix      | %     | Sièges   |
| ----- | --------- | ----- | -------- |
| 1989  | 667 369   | 9,17  | 11 / 120 |
| 1993  | 816 104   | 12,50 | 15 / 120 |
| 1997  | 837 736   | 14,45 | 17 / 120 |
| 2001  | 1 547 209 | 25,18 | 31 / 120 |
| 2005  | 1 456 430 | 22,34 | 33 / 120 |
| 2009  | 1 507 001 | 23,04 | 37 / 120 |
| 2013  | 1 174 411 | 18,92 | 29 / 120 |
| 2017  | 957 032   | 15,96 | 30 / 155 |

## Personnalités
- Jovino Novoa, président du Sénat de 2009 à 2010.